# ایندین‌تریل (کارولینای شمالی)
ایندیان تریل (به انگلیسی: Indian Trail) شهری در ایالت کارولینای شمالی کشور ایالات متحده آمریکا است که جمعیت آن در سرشماری سال ۲۰۱۰ میلادی، ۳۳٬۵۱۸ نفر بوده‌است.